# Leptogenys mjobergi
Leptogenys mjobergi é uma espécie de formiga do gênero Leptogenys, pertencente à subfamília Ponerinae.